# جنید مته
جنید مته (ترکی استانبولی: Cüneyt Mete؛ زادهٔ ۹ سپتامبر ۱۹۷۰) بازیگر اهل ترکیه است. وی از سال ۱۹۹۱ میلادی تاکنون مشغول فعالیت بوده‌است.